# Bisaltes pulvereus
Bisaltes pulvereus là một loài bọ cánh cứng trong họ Cerambycidae.